# Kerr-Zelle
Die Kerr-Zelle ist nach dem schottischen Physiker John Kerr benannt. Er entdeckte den ebenfalls nach ihm benannten Kerr-Effekt, der in das Gebiet der nichtlinearen Optik gehört. Danach wird das Brechungs- und Polarisationsverhalten eines Materials durch ein außen angelegtes elektrisches Feld verändert.
Die Kerr-Zelle nutzt diesen Effekt zur gesteuerten Modulation der Polarisation des durchfallenden Lichts, sie bildet also einen Polarisationsmodulator. 
Mit einer Kerr-Zelle lassen sich elektrische in optische Signale umwandeln.
In technischer Ausführung auch „Karoluszelle“ oder „Kerr-Karolus-Zelle“ (nach August Karolus) genannt, war sie wesentliches Bauelement der frühen Tonfilmtechnik. Als Gegenstück zur Photozelle im Projektor wurde mit Hilfe der Kerr-Zelle die Tonspur bei der Filmherstellung aufbelichtet (Lichttonverfahren).

A: Zelle, B: Nitrobenzol, C und D: Elektroden, E: Anschluss für Steuer-(hoch)spannung

Die Zelle (A) ist mit einer Flüssigkeit gefüllt, meist mit Nitrobenzol (B). Quer zur Richtung des durchfallenden Lichts wird über Elektrodenplatten (C und D) in der Flüssigkeit ein elektrisches Feld angelegt. Bei der genannten Flüssigkeit und üblichen Zellgrößen im Zentimeterbereich braucht man dabei elektrische Spannungen im Bereich weniger Kilovolt (E). Vorder- und Rückseite der Karolus-Kerr-Zelle sind lichtdurchlässig aus Glas, die Seitenwände aus Metall stellen Elektrodenplatten dar.
Bei Verwendung zur Lichttonübertragung liegt das analoge Audiosignal zusammen mit einer Vorspannung an den Elektroden. Als eingehendes Licht verwendet man dann linear polarisiertes Licht, entweder einen Laserstrahl oder eine herkömmliche Lichtquelle mit nachfolgendem Linearpolarisator (Polarisationsfilter). Durch die Kerr-Zelle wird die Polarisationsebene dann mehr oder weniger gedreht. Hinter der Zelle ordnet man einen weiteren Linearpolarisator an, so dass die Intensität des durchgelassenen Lichts vom momentanen Drehwinkel der Kerr-Zelle und damit von der Modulation ihrer Erregungsspannung abhängt. Auf der Empfangsseite der Übertragungsstrecke kann man das somit modulierte Licht mittels eines Fotoempfängers wieder in ein elektrisches Signal wandeln. Dieses kann mit üblichen elektronischen Mitteln verstärkt und als Ton wiedergegeben werden.

## Anwendung
Kerr-Zellen sind als optische oder elektrische Messinstrumente geeignet. Anwendungen sind beispielsweise Fluoreszenzmessungen, Schalter in Lasertechnik oder die Messung sehr großer elektrischer Felder.